# Бакрадзе, Захарий Дмитриевич
Захарий Дмитриевич Бакрадзе (22 октября 1868, Тифлис — 3 декабря 1938, Быдгощ) — русский, грузинский и польский военачальник, герой Первой мировой войны.

## Биография
Грузин по национальности. Православный.
Окончил Тифлисский кадетский корпус (1890), Московское пехотное юнкерское училище (военно-училищный курс, выпущен в 10-й стрелковый полк), Офицерскую стрелковую школу (на «отлично»).
Чины: подпоручик (1894), поручик (1898), штабс-капитан (1902), капитан (1904), подполковник (1912).
- Участник Китайского похода 1900—1901 годов.
- Участник русско-японской войны.
- Командовал ротой; пулеметной ротой.
- На 15.05.1913 года — в том же чине в 9-м Сибирском стрелковом полку.
- Участник Первой мировой войны.
- В 1914 году за боевое отличие произведён в полковники.
- На 12.1914 и 11.02.1915 — в 54-м пехотном Минском полку (командир полка).
- На 1.08.1916 года — в том же чине и полку.

В годы Гражданской войны в России служил в армии независимой Грузии, где ему, по некоторым данным, был присвоен чин генерал-лейтенанта. После Гражданской войны поступил на службу в польскую армию. В начале 1930-х годов вышел в отставку (но с каким чином — неясно), проживал в Быдгоще, где и скончался в 1938 году в результате дорожно-транспортного происшествия (на его велосипед наехал почтовый фургон). Похоронен на местном кладбище.

## Награды
- Орден Святой Анны 4 степени (1901)
- Орден Святого Станислава 3 степени с мечами и бантом (1901)
- Орден Святой Анны 3 степени мечами и бантом (1901)
- Орден Святого Станислава 2 степени с мечами (1905)
- Орден Святой Анны 2 степени с мечами (1905)
- Орден Святого Владимира 4 степени с мечами и бантом (1906)
- Орден Святого Владимира 3 степени с мечами (1915)
- Орден Святого Георгия 4 степени (1915)
- Орден Святого Георгия 3 степени (1915)